# Conangle (Matamala)
Conangle és el nom d'un antic poble del terme comunal de Matamala, a la comarca nord-catalana del Capcir.
Estava situat en el lloc que ara ocupa l'angle nord-est del Llac de Matamala, a la zona on es troba l'extrem oriental de la resclosa, cap a la meitat del terme comunal de Matamala. En aquest lloc hi hagué el Pont de Conangle.
Formava part dels poblets (villarunculis) esmentats en el testament del comte Sunifred II de Cerdanya, el 965.